# Lomont-sur-Crête
Lomont-sur-Crête é uma comuna francesa na região administrativa de Borgonha-Franco-Condado, no departamento de Doubs. Estende-se por uma área de 9,79 km². Em 2010 a comuna tinha 179 habitantes (densidade: 18,3 hab./km²).